# Codi Civil espanyol

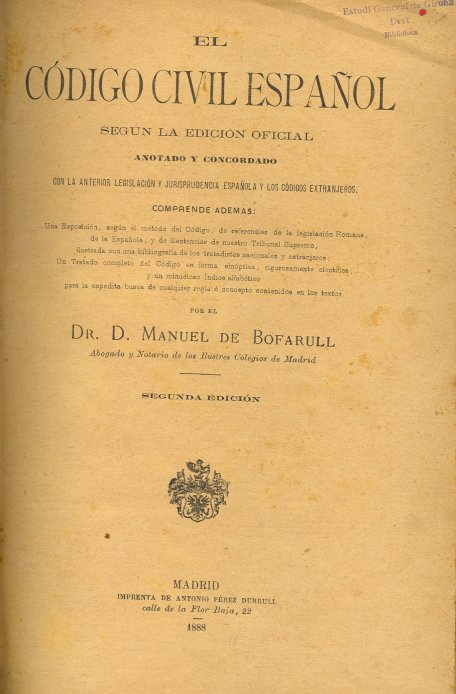
Primera pàgina del Codi Civil espanyol. Edició de 1888

El Codi Civil espanyol, és el cos legal que regula les matèries jurídiques civils substantives a Espanya, a excepció de les normatives de territoris amb dret civil propi, que no hi estan incloses. Va ser promulgat el 1889, fou un dels Codi civils que fou aprovat més tard en el temps respecte altres països europeus a causa de tensions sociopolítiques, religioses i territorials d'Espanya. Després de moltes modificacions, el Codi civil de 1888 segueix bàsicament vigent.
Ha tingut diverses reformes (1972, 1981, 1983, 2005 i 2015) que han fet que a data del 2019 queda vigent menys de la meitat del Codi Civil aprovat per primera vegada el 1889.

## Antecedents
Al llarg de la història espanyola han existit diverses etapes fonamentals fins a arribar al Codi Civil actual: 
En una primera època es perseguia la formulació d'un Codi únic que regís en tot el territori. Foren les Corts de Cadis, en 1811, les quals van aprovar una proposició (de José de Espiga y Gadea), perquè a la Constitució espanyola de 1812 es recollís aquesta aspiració codificadora. Seguint els corrents codificadors napoleònics, la Constitució de Cadis va assenyalar que "El Codi civil, criminal i de comerç seran un mateix per a tota la monaquia, sense perjudici de les variacions que per particulars circumstàncies puguin fer les Corts", recollint així la possibilitat d'admetre la pervivència dels drets forals.
Les turbulències polítiques de l'època, a conseqüència de la invasió napoleònica i la posterior pugna entre l'absolutisme de Ferran VII i els partidaris d'un règim constitucional, van impedir que l'aspiració codificadora tingués grans resultats fins a l'època moderna, que es va crear una Comissió General de Codis, que va acabar el 1846 el projecte més important dels quals han precedit al Codi Civil actual. En 1851 es remet al Govern aquest projecte codificador realitzat principalment per Florencio García Goyena, basat en el Codi napoleònic, però mantenint la tradició i essència espanyola en nombroses institucions, principis i fonaments. No obstant això, no va prosperar per considerar-se excessivament radical en matèries socials i religioses.
El fracàs del projecte va fer que s'optés per la publicació de lleis especials, que no admetien més demora, com la Llei Hipotecària de 1861, la Llei d'Aigües de 1886, la Llei de Matrimoni Civil i del Registre Civil de 1870.
En 1880 reneix l'aspiració codificadora, adaptant-se el sistema de creació d'un únic codi basat en els règims de les diverses regions amb dret civil propi, recollint les institucions més característiques de cadascuna. Per això es va agregar a la Comissió de Codis representants de les regions forals, però no va ser possible arribar a cap resultat pràctic.
En una segona època es persegueix la publicació d'un Codi Civil general sobre la base del Dret Castellà (de major difusió territorial) i Apèndixs, en els quals es contindrien les particularitats vigents en els territoris forals. En aquest període va haver dues Lleis de Bases per la qual es va ordenar la redacció d'un Codi Civil: 
- 1.- El projecte de 1881 que no va tenir acceptació pel fet d'eliminar-se els tradicionals drets supletoris dels territoris forals; i
- 2.- El projecte de 1889 que va ser més respectuós amb els drets forals, pel fet d'establir el principi d'unitat en algunes matèries i el sistema d'apèndixs per a unes altres.

Complint el mandat de la Llei de Bases de 1888, obra de Silvela, es va iniciar la redacció del Codi Civil sota la direcció de Manuel Alonso Martínez, però en presentar-se a les Corts el text definitiu va trobar oposició, recollint-se les aportacions dels debats en una segona edició del Codi Civil mitjançant Reial decret de 24 de juny de 1889. Destacà en les seves ponències les intervencions del jurisconsult català Manuel Duran i Bas.
La seva oposició a Catalunya fou força important, i fou el motor que va provocar les primeres assemblees convocades per la Unió Catalanista i les posteriors Bases de Manresa.

## Contingut del Codi Civil
El Codi Civil espanyol no conté totes les institucions del Dret civil. Hi ha en ell matèries que pertanyen al dret públic (com les del Títol Preliminar i la ciutadania); normes que conté un caràcter preponderant administratiu, i disposicions que detenen una marcada significació processal. Contràriament, hi ha multitud d'institucions i matèries de pur dret privat, o relacionades amb aquest, que han quedat fora del Codi Civil.
Tot i que el Codi Civil no fou acollit en general amb gran entusiasme, la doctrina recent ha reivindicat el valor del Codi, assenyalant indubtables encerts. Aquests autors han valorat la tècnica del Codi, que el fa assequible a tots, la flexibilitat que permet la seva adequació a les circumstàncies canviants, i la facilitat amb la qual s'han aplicat els principis generals. Assenyalant-se la gran experiència pràctica i malgrat que fou aprovat en una època desfavorable, aconseguí conservar l'essència tradicional del Dret civil i fer, elegantment, una obra útil i espanyola. La seva estructura respon al pla romà-francès o de Gayo, en tant que es considera que només són possibles objectes del Dret les persones, les coses i les accions, quan actualment se sol seguir les tesis de Friedrich Karl von Savigny, que divideix el Dret Civil en Part General, drets reals, drets d'obligacions, dret de família i dret de successió "mortis causa".
Examinant el Codi des del punt de vista polític, apareix com una obra inspirada en les idees de l'època que es va dur a terme, el final del segle xix, un moment de relativa pau i de també relatiu progrés econòmic. Com a obra política, és obra dels partits liberals i conservador, alternants en el poder, i té per això la tònica d'un liberalisme conservador i un individualisme temperat, que es manifesta especialment en la regulació d'institucions com la propietat, l'herència o la llibertat contractual. Pel que es refereix al significat del Codi en el seu aspecte tècnic-jurídic, s'ha classificat generalment entre el grup dels codis llatins que s'inspiren en el patró napoleònic. L'afrancesament del Codi quant a la seva forma és evident. Tot i així, aquest judici, segons la doctrina, ha de ser revisat, ja que en Dret de família i Dret de successions l'afrancesament és gairebé inexistent. També des del punt de vista del Dret patrimonial, es rebutja el sistema francès de transmissió consensual del domini, i se substituïx pel sistema clàssic de transmissió per mitjà de tradició o lliurament de la possessió.

## Reformes del Codi Civil
Segons De Castro, el Codi es va redactar esperant la correcció de l'experiència i els progressos realitzats per altres països (segons la Base 27 de la Llei de Bases). Per això es va establir un sistema de reforma cada deu anys, no obstant això, encara que les circumstàncies canvien i el dret també, la mateixa codificació tendeix a la permanència. Això ha imposat un creixent respecte al text i ha determinat que les modificacions no es fessin periòdicament, sinó que es deuen gairebé sempre a causes concretes i urgents.

### Reformes més importants
Durant els cinquanta primers anys, solament es canvia el Codi per a facilitar l'ús del testament hològraf, suprimint el requisit del paper segellat; acordant acomodar la successió abintestato a la realitat social de la família, i reduir el grau de succeir al quart grau.
El 1981 es va modificar per permetre la separació matrimonial i el divorci fins aleshores prohibit. El 2005 es va modificar el seu article 90 per a permetre el matrimoni entre persones del mateix sexe i l'adopció de nens i nenes per part d'aquestes parelles. Entre les reformes introduïdes per la Llei 15/2005 de 8 de juliol es troba l'eliminació de les causes legals per a la separació i el divorci, així com la permissió del que col·loquialment s'ha denominat divorci exprés, és a dir, poder exercir l'acció de divorci tres mesos després de la celebració del matrimoni sense haver de passar prèviament per la institució de la separació.

## Sumari
El Codi civil espanyol està compost de 1976 articles, dividits en un Títol preliminar i quatre llibres, dividits en capítols i seccions. A Catalunya és d'aplicació supletòria al dret civil català.